# عبد الناصر حرك
الشيخ عبد الناصر حرك قارئ قرآن مصري ويعد أحد أعلام هذا المجال البارزين، من مواليد 1 يناير 1977 قرية شبرا اليمن، مركز زفتى، محافظة الغربية.
1. ولد الشيخ/ عبد الناصر سعد عبد الباسط حرك بقرية شبرا اليمن مركز زفتى محافظة الغربية 1/1/1977
2. وتقع شبرا اليمن غرب نهر النيل (فرع دمياط) غربها قريه شبرا ملس وجنوبها قريه عزبه ميمونه وشمالها الشرقي ميت بدر حلاوه  وشرقها على الضفة الأخرى من النهر قريه  ميت دمسيس التابعه لمحافظه الدقهليهوعموما تقع جنوب المحلة الكبرى وشمال زفتى
3. له أخوين من الذكور (وائل) من مواليد 1980 (محمود) من مواليد 1985
4. متزوج وله بنتان الأولى مريم والثانية مي

1. بدأ حفظ القران على يد جدة الشيخ سيد حرك

ثم اتمه في الكتاب على يد الشيخ عبد الغني سرحان من (شبراملس) وهي قرية غربي بلدتة 
1. ألحقه والده بالتعليم الاساسى بالقرية حوالي عام 1984

1. ثم بعد ذلك ألحقه بالمعهد الدينى بقرية (شبراملس) كى ينمى حفظه للقران الكريم حوالي 1990

1. أتم دراسته حتى التحق بكلية (أصول الدين جامعة الازهر) بالمنصورة

1. بعد ذلك تخرج من الجامعة حوالى 1994  وعين بوزارة الاوقاف المصرية (امام وخطيب)

1. اعتمد وقرا باذاعة صوت الإسلام باستراليا قبل اذاعة القران الكريم بمصر

1. قرا امام الرئيس حسني مبارك اربع مرات:

قرا المرة الأولى في الحفلة المعروفه (ليلة القدر عام 1991) بحضور الرئيس حسني مبارك
و قرا المرة الثانية في حفلة الإسراء والمعراج عام (1993) بحضور الرئيس حسني مبارك
و قرا المرة الثالثه في المولد النبوى الشريف عام (1995) بالاسكندريه بحضور الرئيس حسني مبارك
و قرا المرة الرابعة أيضا في مولد النبوى عام 1998) بحضور الرئيس حسني مبارك
1. اختارته وزارة الاوقاف المصريه في الاذان الموحد ضمن المختارين كى يؤذن من أكبر مساجد مصر (الازهرالشريف - والحسين)عبر اذاعة القاهرة الكبرى

1. التحق بالإذاعة المصرية بعد اختبار اللجنة الموحدة نوفمبر 2009/11/1

1. قرا في ولاية أحمد أباد بالهند حيث حضر أكثر من مليون نسمة وفي هذا الاحتفال نال الدكتوراة الفخرية من دولة الهند وكرم بحصوله على مركز أفضل قارئ على مستوى العالم في استخدام المقامات الصوتية